# کنی رایت (بازیکن فوتبال)
کنی رایت (انگلیسی: Kenny Wright؛ زادهٔ ۱ اوت ۱۹۸۵) بازیکن فوتبال اهل بریتانیا است.
از باشگاه‌هایی که در آن بازی کرده است می‌توان به باشگاه فوتبال مادرول اشاره کرد.